# Eudonia strigalis
Eudonia strigalis là một loài bướm đêm trong họ Crambidae.